# Малий Жайгіл
Малий Жайги́л (рос. Малый Жайгыл) — присілок у складі Селтинського району Удмуртії, Росія.

## Населення
Населення — 58 осіб (2010; 72 в 2002).
Національний склад станом на 2002 рік:
- удмурти — 62 %
- росіяни — 38 %

## Урбаноніми[3]
- вулиці — Миколи Дубовцева, Польова